# 大館南バイパス
大館南バイパス（おおだてみなみバイパス）は秋田県大館市山館から同市立花に至る国道103号（国道104号重複）のバイパス道路である。

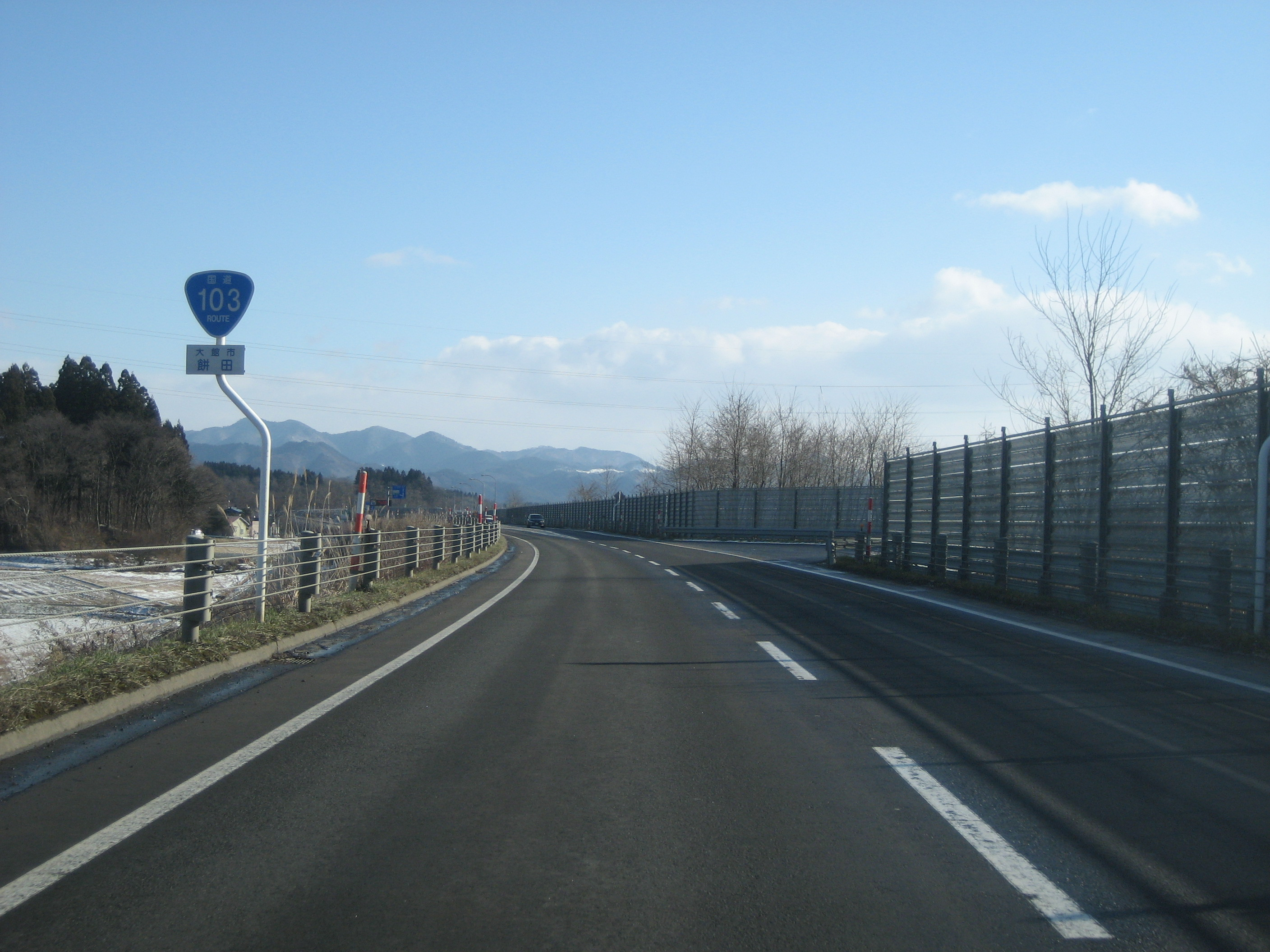
大館市餅田付近

## 概要
当道路は、大館市中心部の慢性的な交通混雑を解消するために建設が進められ、1998年に一部暫定2車線で開通した。
すでに東北自動車道へのアクセス道路として開通している国道103号（国道104号）大館バイパス（同市十二所 - 山館）から連続し、JR 花輪線を立体交差後に大館市街地の南部、米代川北側の田園地帯を通り、大館市根下戸新町の大館南ICで秋田自動車道に接続し、立花交差点・終点で国道7号に合流する。起点から餌釣ランプまでと池内ランプ付近の橋梁部分でバイパスの外側を歩道が並行して通る。
大館南バイパス・大館バイパス区間とも道路上にある標識は「国道103号」だけで一般には「国道104号」は周知していない。

### 路線データ
- 総延長：9.9 km
- 起点：大館市山館字沢口（国道103号・大館バイパス終点）
- 終点：大館市立花字立花（国道7号・交点）
- 車線数：4車線（一部暫定2車線）
- 道路規格：
- 設計速度：

### 暫定2車線区間

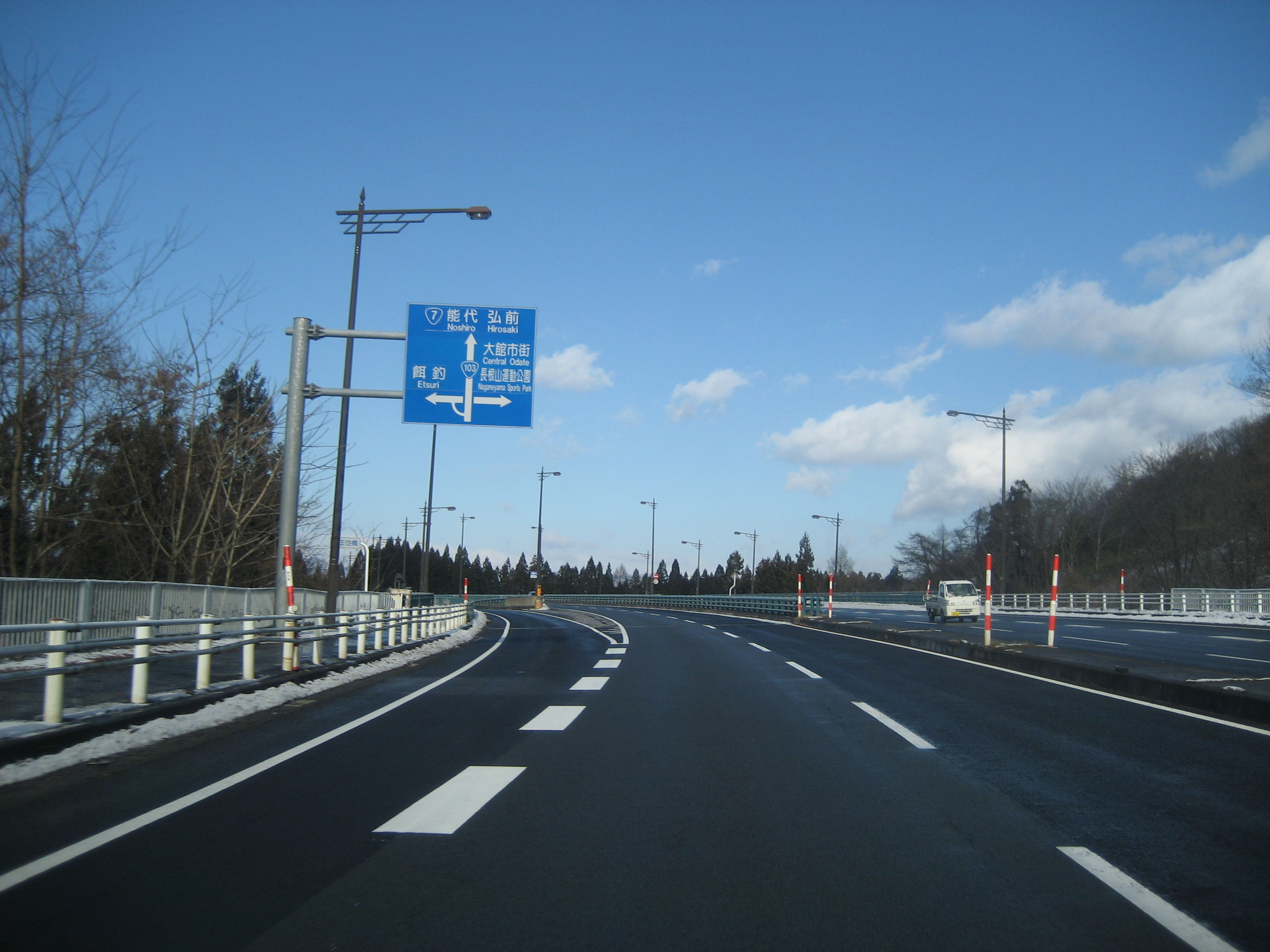
餌釣ランプ付近

- 山館（起点） - 餌釣ランプ
- 池内ランプ - 根下戸ランプ
- 大館南IC - 立花（終点）

## 歴史
- 1980年（昭和55年） - 秋田県が事業着手。
- 1996年（平成8年）5月 - 山館 - 池内間開通（一部暫定2車線）。
- 1998年（平成10年）12月5日 - 池内 - 立花間開通。山館 - 立花間全通（一部暫定2車線）。

## インターチェンジおよびランプ
- 表内の住所には、それぞれの地図がリンクしている。

| 施設名                                   | 接続路線名                               | 備考                       | 所在地                 |
| ---------------------------------------- | ---------------------------------------- | -------------------------- | ---------------------- |
| 国道103号（＝国道104号重複）大館バイパス |                                          |                            |                        |
| 山館交差点                               | 大館バイパス 市道（旧国道103号）         | 信号機あり                 | 大館市山館字沢口       |
| 山館トンネル                             |                                          | 歩道が並行                 |                        |
| 餌釣ランプ                               | 市道                                     | 起点方向に歩道が並行       | 大館市餌釣字山王岱     |
| 池内ランプ                               | 市道（旧国道103号）                      | 終点方向の橋梁に歩道が並行 | 大館市池内字田中       |
| 根下戸ランプ                             | 秋田県道102号大館鷹巣線 比内山麓広域農道 |                            | 大館市根下戸字大破風下 |
| 大館南IC                                 | E7 秋田自動車道                          |                            | 大館市根下戸新町       |
| 立花交差点                               | 国道7号                                  | 信号機あり                 | 大館市立花字立花       |